# 漢華專業服務
漢華專業服務有限公司，簡稱漢華專業服務（英語：GreaterChina Professional Services Limited，港交所：8193），在1997年由葉國光（首席執行官），於香港（總部）創立「漢華評值有限公司」。
董事長為歐陽長恩。業務在中國和香港經營為私人和上市公司提供資產評估、資產顧問服務，以及企業服務及諮詢。
股份在2011年5月31日，於港交所創業板上市。配售價格為0.72港元。配售股份為125,000,000股，集資額為9000萬港元。
2016年，公司與承興國際合作擬以1.3億英鎊收購英超球會侯城，但收購截至2019年6月尚未完成。
2017年4月，公司董事執行董事葉頌偉被香港廉政公署拘捕。

## 連結
- gca.com.hk （页面存档备份，存于）